# Cosmosoma lucia
Cosmosoma lucia är en fjärilsart som beskrevs av William Schaus 1896. Cosmosoma lucia ingår i släktet Cosmosoma och familjen björnspinnare. Inga underarter finns listade i Catalogue of Life.